# Mnium carolinianum
Mnium carolinianum là một loài Rêu trong họ Mniaceae. Loài này được L.E. Anderson mô tả khoa học đầu tiên năm 1954.